# Carlos Abdala
Carlos Abdala (Montevideo, 1930-8 de junio de 1976 en Paraguay) fue un político, funcionario y embajador uruguayo perteneciente al Partido Nacional. Se desempeñó como Vicepresidente del Banco de Previsión Social.

## Carrera
Abdala fue Ministro de Trabajo y Seguridad Social durante los primeros años del gobierno de Juan María Bordaberry, desde 1972 a 1973. Posteriormente fue nombrado embajador en Paraguay. En 1976 fue asesinado por un terrorista yugoslavo que lo confundió con un diplomático de su país.

## Vida personal
Su hijo, el abogado y político Pablo Abdala fue Presidente del Instituto Nacional del Niño y el Adolescente de Uruguay INAU, para luego ejercer como Subsecretario del Ministerio del Interior, ambos cargos durante el gobierno de Luis Lacalle Pou. Actualmente se desempeña como Diputado por Montevideo del Partido Nacional.